# Pietro Sella (storico)
Pietro Sella (Biella, 1882 – Roma, 1971) è stato un paleografo, archivista e storico italiano medioevista.

## Biografia
Figlio di Alessandro e di Giannina Giacomelli, dopo aver conseguito la laurea in Giurisprudenza, si dedicò alla paleografia presso la Biblioteca Vaticana, dove insieme a Emilio Anderloni diresse l’opera "Corpus Statutorum Italicorum".

## Opere (parziale)
- 1930 – (con Enrico Carusi),  Statuti di Udine del sec. 14, Udine
- 1936 - Rationes decimarum Italiae nei secoli XIII e XIV. Aprvtivm - Molisivm, Città del Vaticano
- 1937-1939 – (con Gina Fasoli),  Statuti di Bologna dell'anno 1288 (Vol. 1-2), Città del Vaticano
- 1941 – (con Giuseppe Vale), Rationes Decimarum Italiae nei secoli XIII e XIV. Venetiae, Histria, Dalmatia, Città del Vaticano
- 1942 – Rationes Decimarum Italiae nei secoli XIII e XIV. Campania (Vol. 1-2), Città del Vaticano
- 1944 - Rationes decimarum Italiae nei secoli XIII e XIV. Sicilia
- 1945 – Rationes Decimarum Italiae nei secoli XIII e XIV. Sardinia, Città del Vaticano
- 1950 - Rationes decimarum Italiae nei secoli XIII e XIV. Marchia (Vol. 1-2)
- 1952 - Rationes decimarum Italiae nei secoli XIII e XIV. Umbria
- 1954 – Glossario latino-italiano, Città del Vaticano